# Новокарбівка
Новока́рбівка — село Любашівської селищної громади Подільського району Одеської області України. Населення становить 381 осіб.

## Історія
12 червня 2020 року, відповідно до Розпорядження Кабінету Міністрів України від № 724-р «Про визначення адміністративних центрів та затвердження територій територіальних громад Одеської області», увійшло до складу Любашівської селищної громади.
19 липня 2020 року, в результаті адміністративно-територіальної реформи і ліквідації Любашівського району, село увійшло до складу новоутвореного Подільського району.

## Населення
Згідно з переписом УРСР 1989 року чисельність наявного населення села становила 448 осіб, з яких 201 чоловік та 247 жінок.
За переписом населення України 2001 року в селі мешкала 381 особа.

### Мова
Розподіл населення за рідною мовою за даними перепису 2001 року:
| Мова       | Відсоток |
| ---------- | -------- |
| українська | 81,36 %  |
| молдовська | 13,12 %  |
| російська  | 3,41 %   |
| болгарська | 0,79 %   |
| інші       | 1,32 %   |